# NGC 7097A
NGC 7097A (другие обозначения — PGC 67160, ESO 287-49, MCG -7-44-30) — эллиптическая галактика (E) в созвездии Журавль.
Этот объект не входит в число перечисленных в оригинальной редакции «Нового общего каталога» и был добавлен позднее.